# Mischlinge
Mischling es una palabra alemana que significa «cruzado» o «híbrido». Fue usada en las leyes raciales promulgadas por la Alemania nazi. En Alemania, después de la Segunda Guerra Mundial, el término fue utilizado para describir a personas que nacieron de un judío y una madre alemana, o padre alemán y una mujer judía. 

## Definición
El Partido Nazi, que tomó el poder en Alemania en 1933, tenía entre sus bases ideológicas la del antisemitismo, profesado por una parte del movimiento nacionalista alemán desde mediados del siglo XIX. El antisemitismo moderno se diferenciaba del odio clásico hacia los judíos en que no tenía una base religiosa, sino presuntamente racial. Los nacionalistas alemanes, y a pesar de que recuperaron bastantes aspectos del discurso antisemita tradicional, particularmente del de Lutero, consideraban que ser judío era una condición innata, racial, que no desaparecía por mucho que uno intentara asimilarse en la sociedad cristiana. En palabras de Hannah Arendt, se cambió el concepto de judaísmo por el de judeidad. Por otro lado, el nacionalismo suponía el Estado nación, es decir, la homogeneidad cultural y lingüística de su población. Los judíos, considerados como personas pertenecientes a otra raza, y por tanto inasimilables a la cultura nacional, solo podían ser separados del cuerpo social. Frente a la raza judía, extraña a la nación, colocaban los nazis a la raza aria, que era la que constituía la nación alemana y estaba llamada a dominar Europa.

## Leyes de Núremberg
Las Leyes de Núremberg dicen que un judío es una persona independientemente de su religión que tiene por lo menos tres abuelos que formaban parte de una congregación judía. Una persona con dos abuelos judíos también era considerado legalmente "judío" si la persona también cumplía estos requisitos:
- Estaba registrado como miembro de una congregación judía cuando las Leyes de Núremberg fueron hechas o después.
- Estaba casado/(a) con alguien judío.
- Era hijo/hija de un matrimonio con un judío que incluye matrimonios mixtos después de la prohibición.
- Hijo/hija de relación extramarital con un judío después de 31 de julio de 1936.

Una persona que no pertenece a ninguna de estas categorías pero tenía dos abuelos judíos era clasificado un judío "Mischlinge" al primer grado. Una persona con solamente un abuelo judío era clasificado un "Mischlinge" al segundo grado. 

### ¿Quién es judío?
El primer problema era determinar quién era judío. Los nacionalistas alemanes no habían logrado establecer una línea divisoria clara entre judíos y no judíos; había en Alemania numerosas personas y familias notables descendientes de judíos conversos que no tenían ya ninguna relación con la cultura judía, así como numerosas familias mixtas y sus descendientes.
Incluso hubo casos de algunas altas personalidades del régimen nazi que o estaban casadas con judías  o tenían o habían tenido relaciones con judías prominentes. Tal es el caso del geopolítico Albrecht Haushofer casado con una mischlinge, o el mismísimo  Joseph Goebbels quien tuvo entre sus amantes juveniles a una judía.
En el caso de Melitta Gräfin Schenk von Stauffenberg, el mismo Hermann Göring cuando intercedió por ella a raíz de sus notables servicios,  exclamó en una oportunidad: «Yo decido quien es judío y quien no». Melitta era una mischlinge.
En este sentido, la primera preocupación de los nazis fue crear un criterio en el que basar la posterior segregación. 
Las primeras leyes dirigidas contra los judíos no incorporaban todavía una definición del ser judío y se hablaba en general de "no arios".

### Definición nazi de ser judío
La definición finalmente adoptada fue la siguiente: 
- Judío era quien profesara la religión judía o quien tuviera al menos tres abuelos judíos, fuera cual fuera la religión que profesara.
- Quienes tuvieran dos o un solo abuelo judío eran mischlinge, es decir, medio judíos. 
  - Las personas con dos abuelos judíos eran «mischlinge de primer grado» y podían ser reclasificados como judíos en función de complejas consideraciones —su religión o la de su cónyuge, por ejemplo—. Podían también ser «liberados» de su condición y convertirse en arios en pago a los servicios prestados al régimen, o podían seguir siendo mischlinge, con lo que estaban sometidos a ciertas restricciones en tanto que «no arios», pero no a las persecuciones dirigidas contra los judíos.
  - Los mischlinge de segundo grado eran los que tenían un único abuelo judío y sufrían menores discriminaciones.

Los michlinge de uno u otro grado abundaban en Alemania y a menudo lograban ocultar su condición.

## Consecuencias
En 1939 los varones mischlinge tenían la obligación de servir en las fuerzas armadas alemanas. Se calcula que unos 150.000 formaron parte de la Wehrmacht a lo largo de la Segunda Guerra Mundial. Para ascender a suboficial u oficial requerían sin embargo una autorización especial. Algunos mischlinge alcanzaron puestos de mando y fueron declarados arios por Hitler; el más notorio fue el mariscal de campo Erhard Milch. A partir de 1940 Hitler ordenó que se expulsara a los mischlinge de las fuerzas armadas pero muchos de ellos permanecieron en sus puestos, mientras sus familiares eran perseguidos en Alemania y a menudo exterminados. En 1943 varios mischlinge fueron concentrados en campos de trabajo de la Organización Todt.